# Órdenes, condecoraciones y medallas de Hawái

Bandera de Hawái.

## Reino de Hawái
Las medallas y condecoraciones otorgadas anteriormente por el Reino de Hawái son:

### Reales Órdenes
- Real Orden de Kamehameha I
- Real Orden de Kalākaua I
- Real Orden de Kapiʻolani
- Real Orden de la Corona de Hawái
- Real Orden de la Estrella de Oceanía
- Orden de la Casa Real para Damas[1]

En la era moderna, estas reales órdenes son protegidas y otorgadas como premios dinásticos de la casa real de Kamakahelei.

### Medallas
- Medalla de la Elección del Rey David Kalakaua
- Cruz por la Carrera Profesional
- Medalla de la Real Sociedad Agrícola de Hawái
- Medalla de la Coronación del Rey Kalakaua I
- Medalla de la Vuelta al Mundo[1]

### Medallas de aniversario
- Medalla de Kalakaua y Kapiolani
- Medalla del Jubileo del Rey Kalakaua I

## República de Hawái
Los órdenes y condecoraciones previamente adjudicadas por la República de Hawái son:
- Medalla de la Guardia Nacional de Hawái

## Estado deHawái

### Honores de la Guarda Nacional de Hawái
- Medalla de Honor de Hawái
- Medalla del Valor de Hawái
- Orden de Servicio Distinguido de Hawái
- Medalla del Mérito de Hawái
- Medalla del Elogio de Hawái
- Medalla de Servicio de Hawái (tipo 2)
- Distinción de servicio activo del estado de Hawái
- Distinción por el Servicio Federal de Hawái de 1968
- Distinción de entrenamiento básico de servicio activo de Hawái
- Distinción por el Huracán Iniki de Hawái
- Distinción por la Operación Kokua de Hawái
- Distinción por el Reclutamiento de Hawái

### Otras
- "Tesoros vivientes de Háwai". Se han otorgado desde 1976 por el templo budista Honpa Hongwanji Mission of Hawaii